# Dissulfeto de difenila
Dissulfeto de difenila ou dissulfeto de fenila é o composto químico com  fórmula [C6H5S]2. Este material cristalino incolor é frequentemente abreviado na literatura como Ph2S2 (de phenyl). 
O dissulfeto de difenila é um dos composto químicos mais utilizados nos métodos existentes de desvulcanização química, em processos de reciclagem da borracha, iniciando uma quebra oxidativa das ligações cruzadas de enxofre e reagindo com os radicais formados. [1] 